# 洛雷特聖母院站
洛雷特聖母院站（法語：Notre-Dame-de-Lorette）是巴黎地鐵的一個車站。洛雷特聖母院站位於巴黎九區，是巴黎地鐵12號線的車站。洛雷特聖母院站在1910年11月5日開通，曾是南北公司A線在北側的起點車站。1931年3月27日，洛雷特聖母院站成為巴黎地鐵12號線的車站。

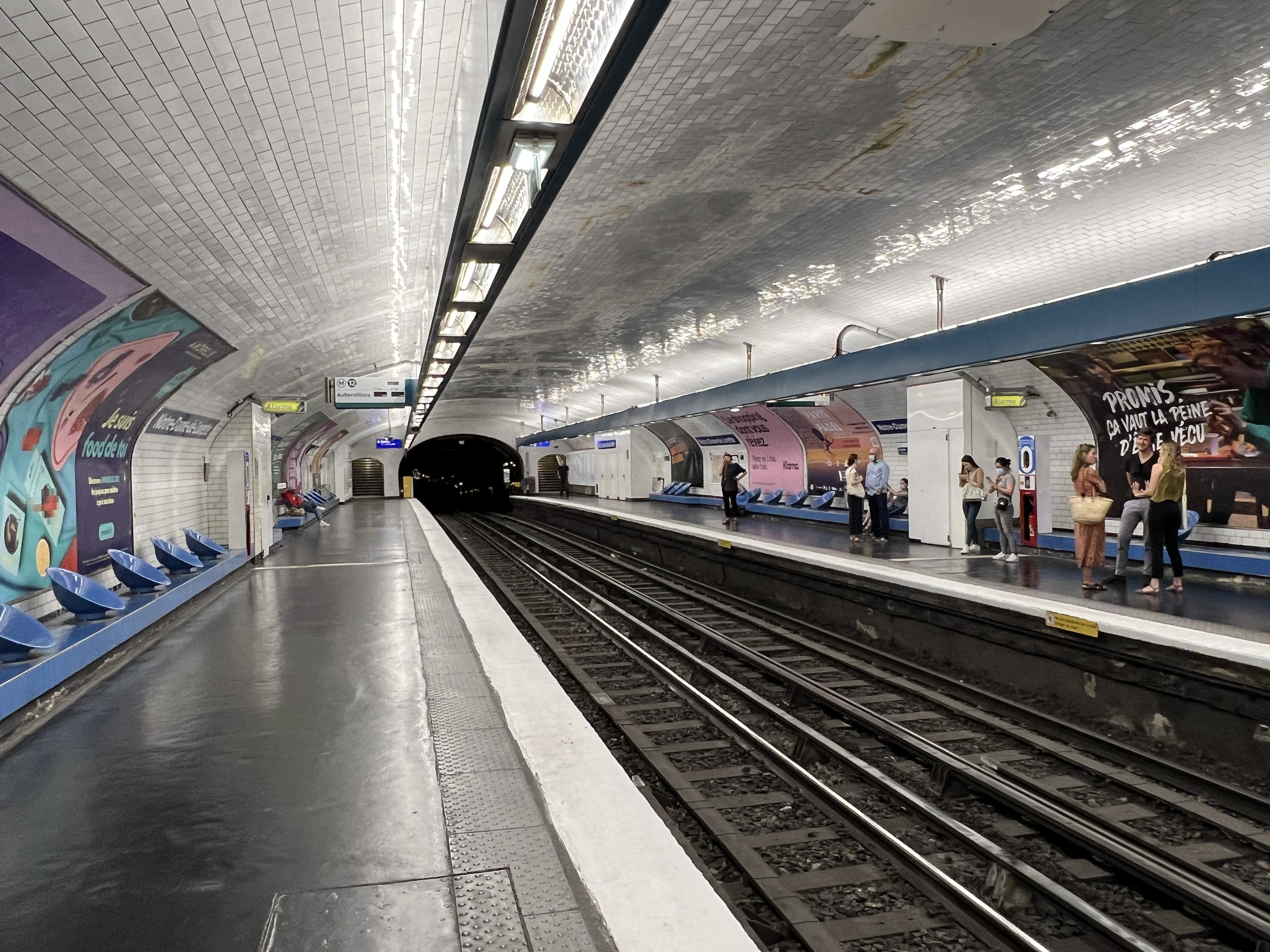
月台（2022年7月）

## 車站結構
| 街道層     |                    |                                     |
| B1         | 夾層               |                                     |
| 12號線月台 | 側式月台，右側開門 | 側式月台，右側開門                  |
| 12號線月台 | 南行               | 往伊西市政府（奧夫埃斯蒂安-三一堂） |
| 12號線月台 | 北行               | 往奧貝維埃市政府（聖喬治）          |
| 12號線月台 | 側式月台，右側開門 |                                     |